# Jon Edward Ahlquist
Jon Edward Ahlquist (27 luglio 1944 – Huntsville, 7 maggio 2020) è stato un ornitologo, biologo molecolare statunitense.

## Biografia
Ahlquist si specializzò in filogenetica molecolare. Collaborò a lungo con Charles Sibley, soprattutto alla Yale University.
Verso il 1987, sia Ahlquist sia Sibley lasciarono Yale.
Nel 1988, Ahlquist e Sibley furono premiati con la Medaglia Daniel Giraud Elliot dalla National Academy of Sciences.
Nel gennaio 1991 (data spesso citata come 1990), Charles Sibley e Ahlquist pubblicarono Phylogeny and Classification of the Birds of the World: A Study in Molecular Evolution, che presentava una nuova filogenia per gli Uccelli, basata su tecniche di ibridazione DNA-DNA e nota come la Tassonomia degli uccelli di Sibley-Ahlquist.
In questo periodo Ahlquist era professore associato di Zoologia alla Ohio University.
Ahlquist andò in pensione nel 1999.

## Principali pubblicazioni
- Con Charles Gald Sibley: A comparative study of the egg-white proteins of non-passerine birds, Bull. Peabody Mus. Nat. Hist., (1972) 39:1-276.
- Con Charles Gald Sibley: The relationships of the hoatzin (Opisthocomus), Auk (1973) 90:1-13.
- Con Charles Gald Sibley, K. W. Corbin, A. Ferguson, A. C. Wilson, A. H. Brush: Genetic polymorphism in New Guinea starlings of the genus Aplonis, Condor (1974) 76:307-18.
- Con Charles Gald Sibley: The relationships of the “primitive insect eaters” (Aves: Passeriformes) as indicated by DNA-DNA hybridization, in: Proceedings of the 17th International Ornithological Congress (Berlin), ed. R. Nöhring, Deutschen Ornithologen-Gesellschaf, Berlino (1980), pp. 1215-20.
- Con Charles Gald Sibley: The phylogeny and classification of birds based on the data of DNA-DNA hybridization, Curr. Ornithol. (1983) 1:245-92.
- Con Charles Gald Sibley: The phylogeny of the hominoid primates, as indicated by DNA-DNA hybridization, J. Mol. Evol. (1984) 20:2-15.
- Con Charles Gald Sibley: The phylogeny and classification of the Australo-Papuan passerine birds, Emu (1985) 85:1-14.
- Con Charles Gald Sibley: Reconstructing bird phylogeny by comparing DNA's, Sci. Am. (1986) 254:82-92.
- Con Charles Gald Sibley, A. H. Bledsoe, F. H. Shelton: DNA hybridization and avian systematics, Auk (1987) 104:556-63.
- Con Charles Gald Sibley: DNA hybridization evidence of hominoid phylogeny: Results from an expanded data set, J. Mol. Evol. (1987) 26:99-121.
- Con Charles Gald Sibley, B. L. Monroe Jr.: A classification of the living birds of the world based on DNA-DNA hybridization studies, Auk (1988) 105:409-23.
- Con Charles Gald Sibley, J. A. Comstock: DNA hybridization evidence of hominoid phylogeny: A reanalysis of the data. J. Mol. Evol. (1990) 30:202-36.
- Con Charles Gald Sibley: Phylogeny and Classification of the Birds of the World: A Study in Molecular Evolution, Yale University Press, New Haven (1990).

| Ahlquist è l'abbreviazione standard utilizzata per le specie animali descritte da Jon Edward Ahlquist. Categoria:Taxa classificati da Jon Edward Ahlquist |